# Соня Лафуенте
Со́ня Лафуе́нте (Sonia Lafuente, повне ім'я — ісп. Sonia Lafuente Martínez; *7 грудня 1991, Лас-Пальмас-де-Гран-Канарія, Канарські острови, Іспанія) — іспанська фігуристка, що виступає у жіночому одиночному фігурному катанні. Переможиця Національної першості Іспанії з фігурного катання 2006 року, дворазова учасниця Чемпіонатів Європи  (найкраще досягнення — 20-е місце 2008 року) і світу з фігурного катання, учасниця юніорських і дорослих змагань.
Соня Лафуенте є першою іспанською фігуристкою, яка стала призеркою етапів юніорського Гран-Прі — бронза на етапі у Великій Британії в сезоні 2007/2008. 

## Спортивні досягнення
| Змагання / Сезони                                  | 2002/2003 | 2003/2004 | 2004/2005 | 2005/2006 | 2006/2007 | 2007/2008 | 2008/2009 | 2009/2010 |
| -------------------------------------------------- | --------- | --------- | --------- | --------- | --------- | --------- | --------- | --------- |
| Чемпіонати світу з фігурного катання               |           |           |           |           |           | 30        |           |           |
| Чемпіонати Європи з фігурного катання              |           |           |           |           |           | 20        | 23        |           |
| Чемпіонати світу з фігурного катання серед юніорів |           |           |           | 30        | 14        | 12        | 20        |           |
| Чемпіонати Іспанії з фігурного катання             | 1 N.      | 1 N.      |           | 1         | 1 J.      |           | 1 J.      | 1         |
| Турніри: «Nebelhorn Trophy»                        |           |           |           |           |           |           |           | 8         |
| Етапи юніорського Гран-Прі, Туреччина              |           |           |           |           |           |           |           | 13        |
| Етапи юніорського Гран-Прі, ПАР                    |           |           |           |           |           |           | 6         |           |
| Етапи юніорського Гран-Прі, Іспанія                |           |           |           |           |           |           | 9         |           |
| Етапи юніорського Гран-Прі, Велика Британія        |           |           |           |           |           | 3         |           |           |
| Етапи юніорського Гран-Прі, Австрія                |           |           |           |           |           | 20        |           |           |
| Етапи юніорського Гран-Прі, Мексика                |           |           |           |           | 2         |           |           |           |
| Етапи юніорського Гран-Прі, Франція                |           |           |           |           | 5         |           |           |           |
| Етапи юніорського Гран-Прі, Польща                 |           |           |           | 23        |           |           |           |           |
| Етапи юніорського Гран-Прі, Андорра                |           |           |           | 12        |           |           |           |           |
| Турніри «Coupe Internationale Nice»                |           |           |           |           | 4 J.      |           |           | WD        |
| Європейські Молодіжні Олімпійські Дні              |           |           |           |           | 1         |           |           |           |
| Турніри «Merano Cup»                               |           | 3 N.      | 1 N.      |           | 1 J.      |           |           |           |
| Турніри «Copenhagen Trophy»                        |           |           | 6 N.      |           |           |           |           |           |

- N = дитячий рівень; J = юнорський рівень